# Nyctiplanctus
Nyctiplanctus là một chi bọ cánh cứng trong họ Chrysomelidae.
Chi này được miêu tả khoa học năm 1963 bởi Blake.

## Các loài
Các loài trong chi này gồm:
- Nyctiplanctus farris Blake, 1963
- Nyctiplanctus ferruginea (Blake, 1963)
- Nyctiplanctus hispaniolae (Blake, 1948)
- Nyctiplanctus insulana (Blake, 1946)
- Nyctiplanctus jamaicensis Blake, 1963
- Nyctiplanctus loricata (Suffrian, 1867)
- Nyctiplanctus vittata (Blake, 1959)